# Claudio Pätz
Claudio Pätz (Urdorf, 1 de julio de 1987) es un deportista suizo que compite en curling. Su hermana Alina compite en el mismo deporte.
Participó en dos Juegos Olímpicos de Invierno, obteniendo una medalla de bronce en Pyeongchang 2018 y el octavo lugar en Sochi 2014.
Ganó tres medallas en el Campeonato Mundial de Curling entre los años 2014 y 2019, y cuatro medallas en el Campeonato Europeo de Curling entre los años 2013 y 2017.

## Palmarés internacional
| Juegos Olímpicos   | Juegos Olímpicos            | Juegos Olímpicos  | Juegos Olímpicos |
| Año                | Lugar                       | Medalla           | Prueba           |
| ------------------ | --------------------------- | ----------------- | ---------------- |
| 2018               | Pyeongchang (Corea del Sur) | Medalla de bronce | Equipo           |
| Campeonato Mundial |                             |                   |                  |
| Año                | Lugar                       | Medalla           | Prueba           |
| 2014               | Pekín (China)               | Medalla de bronce | Equipo           |
| 2017               | Edmonton (Canadá)           | Medalla de bronce | Equipo           |
| 2019               | Lethbridge (Canadá)         | Medalla de bronce | Equipo           |
| Campeonato Europeo |                             |                   |                  |
| Año                | Lugar                       | Medalla           | Prueba           |
| 2013               | Stavanger (Noruega)         | Medalla de oro    | Equipo           |
| 2015               | Esbjerg (Dinamarca)         | Medalla de plata  | Equipo           |
| 2016               | Renfrew (Reino Unido)       | Medalla de bronce | Equipo           |
| 2017               | San Galo (Suiza)            | Medalla de bronce | Equipo           |